# Алвиш ди Карвалью, Адериту Валдемар
Аде́риту Валдема́р А́лвиш ди Карва́лью (порт. Adérito Waldemar Alves de Carvalho; 4 июля 1981, Лобиту), известный как Деде Алвес (порт. Dédé Alves) — ангольский футболист, выступавший на позиции полузащитника.

## Игровая карьера

### Клубная
Уроженец города Лобиту. Карьеру начинал в команде «Академика Петролеос ду Лобиту», позже уехал в Португалию, где играл за команды низших лиг «У Элваш» и «Портусантенси». В сезоне 2006/2007 представлял клуб «Трофенсе» в Сегунде и входил в основной состав команды.
В сезоне 2007/2008 Деде дебютировал в Примейре в составе команды «Пасуш де Феррейра»: дебютный матч провёл 18 августа 2007 года против «Маритиму» (поражение 1:3), забив свой первый и единственный гол в сезоне. Летом 2009 года перешёл во французский «Арль-Авиньон», но уже через несколько месяцев ушёл играть за румынскую команду «Тимишоара», дебютировав за неё 25 апреля 2010 года против «Стяуа».
В 2010 году Деде уехал на Кипр, где выступал за «Олимпиакос» из Никосии и АЕЛ из Лимасола. Карьеру завершил на родине в «Бенфике» из Луанды.

### В сборной
В составе сборной Анголы дебютировал в 2007 году, выступал на Кубках африканских наций 2008 и 2010, 2012 и 2013 годов (в 2010 и 2012 годах сборная выходила из группы).